# لفتر کوچوکاندونیادیس
لفتر کوچوکاندونیادیس (یونانی: Λευτέρης Αντωνιάδης؛ ۲۲ دسامبر ۱۹۲۵ – ۱۳ ژانویهٔ ۲۰۱۲) بازیکن و مربی فوتبال یونانی‌تبار اهل ترکیه بود.
از باشگاه‌هایی که در آن بازی کرده‌است می‌توان به باشگاه فوتبال آ. ا. ک آتن، باشگاه ورزشی تقسیم، باشگاه فوتبال فیورنتینا، باشگاه فوتبال فنرباغچه، و باشگاه فوتبال نیس اشاره کرد.
وی همچنین در تیم‌های ملی فوتبال زیر ۲۱ سال ترکیه، ترکیه بی و ترکیه بازی کرده‌است.